# تحليل وظيفي

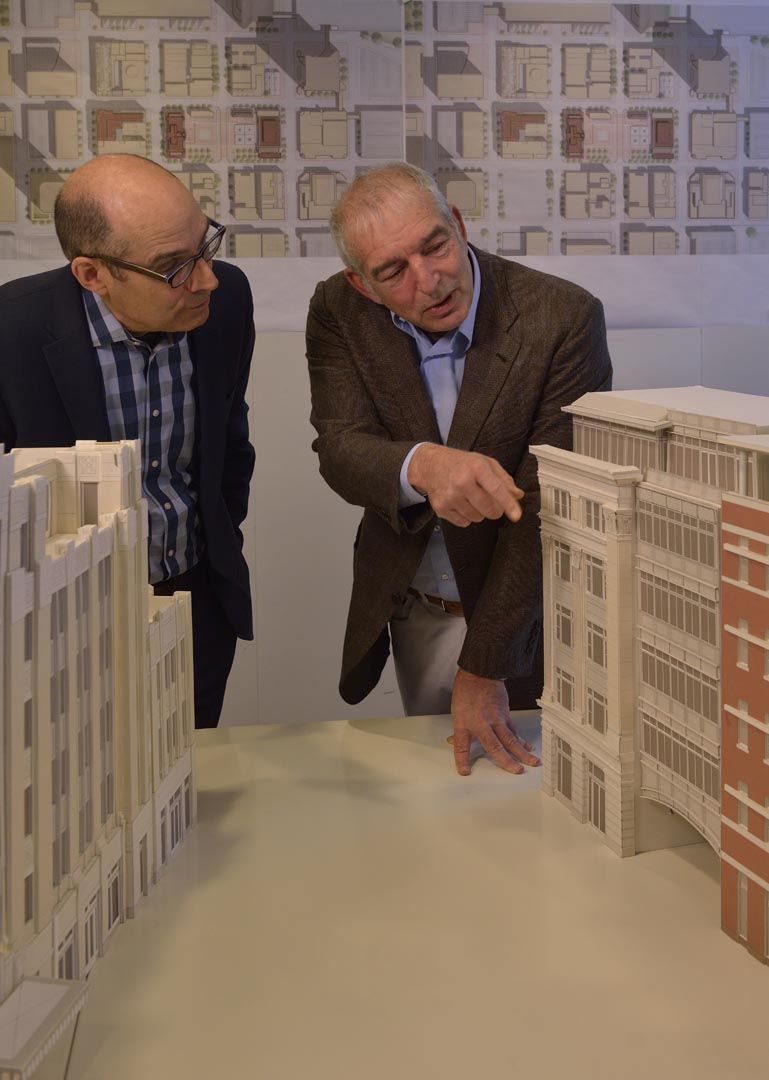
ديفيد إم شوارتز وجيفري باير

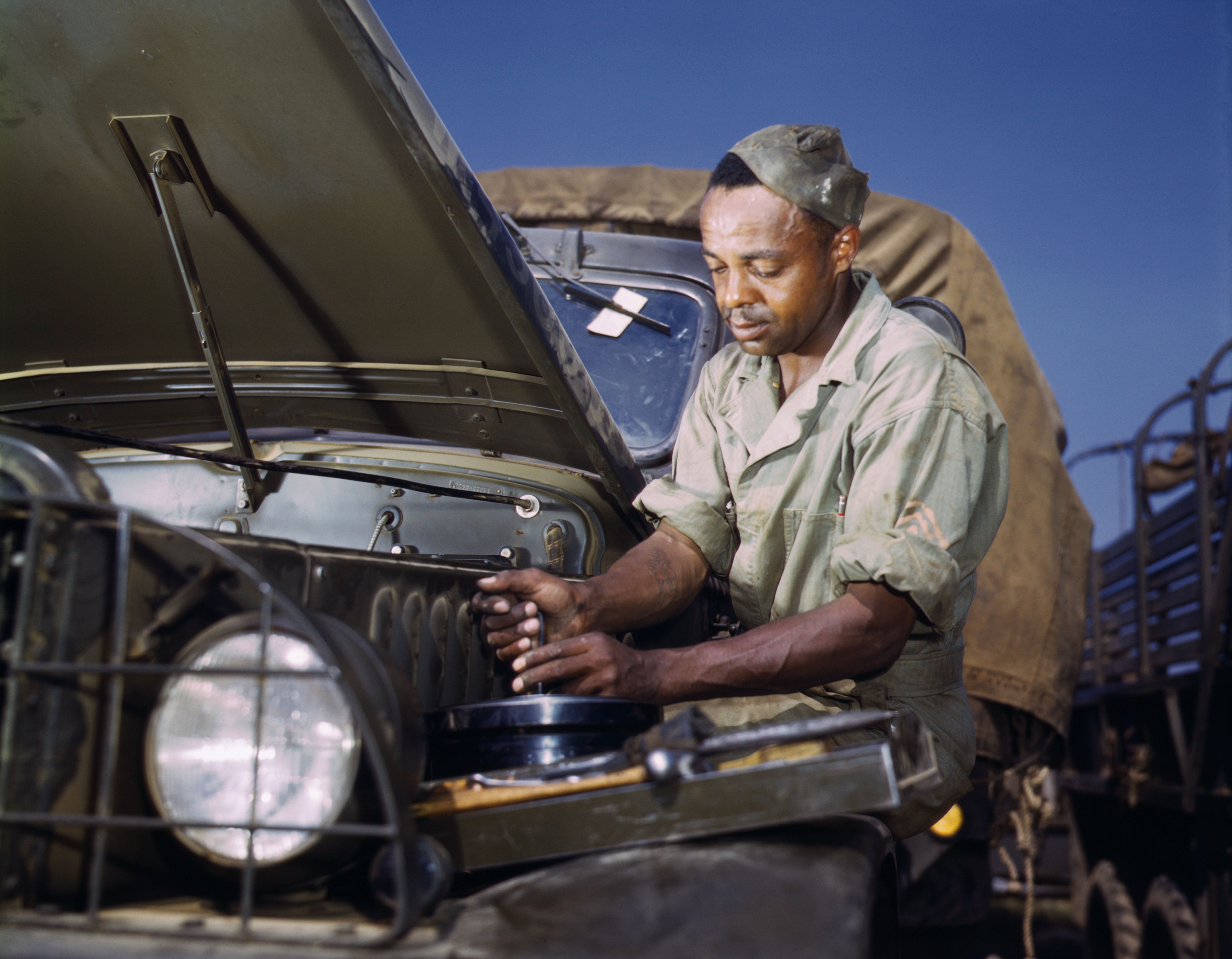
وظيفة جيدة في نظافة الهواء لشاحنة تابعة للجيش، وفورت نوكس -2-

التحليل الوظيفي (Job analysis) المعروف أيضا باسم تحليل العمل هو عملية جمع وتحليل المعلومات الخاصة لكل وظيفة بغرض التعرف على كل ما يتعلق بالوظيفة من حيث متطلباتها وخصائصها وطبيعتها عن طريق الدراسة والملاحظة واستخدام الطرق العلمية الحديثة المتوفرة في هذا المجال. خطوات عمل التحليل الوظيفي تُفحص الشركة وتُحَدَّد أنواع الوظائف ومعرفة مدى ملائمة كل وظيفة في الشركة أو المؤسسة. التحليل الوظيفي يعتبر من أهم عمليات التخطيط بالموارد البشرية.
اختيار الوظائف لعمل التحليل جمع البيانات باستخدام طرق تحليل فعالة ومعروفة تحضير الوصف الوظيفي. Job Description تحديد مواصفات شاغل الوظيفة Job Specification أهمية (استخدامات) التحليل الوظيفي يعتبر التحليل الوظيفي حجر الأساس لإدارة الموارد البشرية حيث يتم الرجوع للتحليل الوظيفي في جميع برامج الموارد البشرية ومن أهم تلك الاستخدامات ما يلي:-
تخطيط الموارد البشرية التخطيط الوظيفي التوظيف والاختيار التطوير والتدريب التعويض والمكافأة تقييم الأداء والمتابعة الدورية لذلك. طرق جمع بيانات التحليل الوظيفي عن طريق المقابلة والاستبيانات عن طريق الملاحظة بواسطة سجلات الأداء يكون ذلك بتحليل وظائف بعض الشركات الأخرى لوظائف مماثلة، أبعاد تحليل الوظائف توفر لدينا بعد عملية التحليل بعدان أساسيان وهما الوصف الوظيفي

## الغرض
واحدة من الأهداف الرئيسية لإجراء التحليل الوظيفي هو إعداد الوصف الوظيفي والمواصفات المهمة التي تساعد بدورها في التوظيف بالجودة المطلوبة من القوى العاملة في المنظمة. الغرض العام من التحليل الوظيفي هو توثيق متطلبات العمل والعمل المنجز. الوظيفة وتحليل المهام يتم كأساس لإجراء التحسينات في وقت لاحق، بما في ذلك: تعريف مجال العمل؛ وصف الوظيفة. تطوير تقييم الأداء، اختيار الموظفين، اختيار نظم ومعايير الترقية والتدريب التقييم والدفاع القانوني لعمليات الاختيار، وخطط التعويض المطلوبة.
 يستخدم في الصناعة تحسين أداء الإنسان بالتحليل الوظيفي للتأكد من أنشطة التدريب والتطوير إنها مركزة وفعالة. في مجال الموارد البشرية (HR) وعلم النفس الصناعي، غالبا ما يستخدم التحليل الوظيفي لجمع المعلومات لاستخدامها في اختيار الموظفين، والتدريب، والتصنيف، / أو التعويض.

## الإجراءات والطرق
كما ذكر من قبل، فإن الغرض من التحليل الوظيفي هو الجمع بين مطالب مهمة الوظيفة مع معرفتنا سمات الإنسان وإنتاج نظرية السلوك لهذا المنصب في السؤال. هناك طريقتان لتناول بناء هذه النظرية، وهذا يعني أن هناك نهجين مختلفين للتحليل الوظيفي.

### موجهات العمل
تتركز الإجراءات الموجهة للعمل على الأنشطة الفعلية التي تشارك في أداء العمل. يؤخذ هذا الإجراء بعين الاعتبار داخل واجبات العمل والمسؤوليات والمهام. ثم وظيفة المحلل تطوير البيانات المهمة التي تنص بوضوح على المهام التي تُنَفَّذ بقدر كبير من التفصيل. بعد إنشاء البيانات المهمة، يصنف المحللين وظيفة المهام على جداول تشير إلى الأهمية والصعوبة، والتردد، وتبعات الخطأ. وبناء على هذه التصنيفات، بهذا يكون هنالك شعور أكبر بفهم الوظيفة يمكن أن يتحقق.

### الموجاهات العمالية
وتهدف إجراءات موجاهات العاملة لدراسة الصفات البشرية اللازمة لأداء المهمة بنجاح. وقد تم تصنيف هذه الصفات الإنسانية عادة إلى أربع فئات:  المعرفة ،  المهارات ،  القدرات ، و الخصائص الأخرى '(KSAO).  المعرفة  هي معلومات يحتاجها الأشخاص من أجل أداء هذه المهمة.  المهارات  هي الكفاءات اللازمة لأداء كل مهمة.  القدرات  هي السمات المستقرة نسبيا مع مرور الوقت.  الخصائص الأخرى  إنها كل الصفات الأخرى، وعادة العوامل التعلقة بالشخصية.

## المثال
التحليل الوظيفي لوظيفة عامل قط-الثلوج في منحدر التزلج، المصنف أو تحليل العمل لأداء مهام محددة ويمكن أن تشمل هذه العبارة:
تعمل شركة بومباردييه سنو كات، عادة في الليل، للتخفيف من الثلوج محفر عن طريق المتزلجين وراكبي متزلجات ألواح الجليد والثلج الجديد الذي سقط.
من ناحية أخرى، قد يتضمن التحليل الوظيفي موجاهات العاملة، بيان:
بتقييم التضاريس، وعمق الثلوج، وحالة الثلج ويختار الإعداد الصحيح لعمق قط الثلوج، فضلا عن العدد اللازم للمارين على منحدر التزلج المعين.

## المعرفة والمهارات والقدرات والخصائص الأخرى (KSAOs)
وبغض النظر عن النهج الذي يتم اتباعه في تحليل الوظائف، فإن الخطوة التالية في العملية هي تحديد السمات التي تتطلب التزاما بأداء المهام قيد التنفيذ أو تنفيذ السلوكيات البشرية الموضحة في تحليل الوظيفة.
المعرفة: «مجموعة من الحقائق المنفصلة ولكن ذات الصلة والمعلومات حول مجال معين... المكتسبة من خلال التعليم الرسمي أو التدريب، أو تراكمت من خلال تجارب محددة».
المهارة: «فعل يمارس».
القدرة: «القدرة المستقرة على الانخراط في سلوك معين»
خصائص أخرى: «متغيرات الشخصية، والمصالح، والتدريب، والخبرات»

## الأساليب والطرق
هناك عدة طرق لإجراء التحليل الوظيفي، بما في ذلك: مقابلات مع شاغلو الوظائف والمشرفين، وأساليب عمل التحليل يمكن أن تكون شاقة وتستغرق وقتا طويلا، وهناك دائما ميل من جانب الإدارة لأكثر من تحليل بعض الوظائف وإطار تحليل بعض الآخرين. وتشمل هذه الأساليب التحليل الوظيفي التقليدي: إجراء مقابلات كل على حده. مقابلات الحدث السلوكية. المقابلات الهاتفية. الاستطلاعات؛ تقييم العمل؛ تطوير المناهج (DACUM)؛ أوراق عمل التحليل الوظيفي. الملاحظات ومراجعة الإجراءات.

## التحليل الوظيفي بالسرعة الحقيقة (JASR)
في التحليل الوظيفي بطريقة السرعة الواقعية (JASR) لتحليل العمل أو المهمة الموثوق، طريقة مؤكدة بسرعة إيجاد قوائم المهام المتحقق من صحتها. المنتج النهائي، الذي يمكن أن يستخدم لأغراض كثيرة، هو الأساس للعديد من فرص التدريب المحتملة. هذا الأسلوب هو عملية اختبار تساعد المحللين إكمال التحليل الوظيفي لوظيفة نموذجية مع مجموعة من الخبراء في الموضوع والمديرين في 2-3 ساعات ثم تقديم قائمة المهام المتحقق من صحتها.

## خطوات عمل التحليل الوظيفي
1. تفحص الشركة وتحديد أنواع الوظائف ومعرفة مدى ملائمة كل وظيفة في الشركة.
2. تحديد الأسلوب المستخدم في جمع المعلومات في عملية التحليل الوظيفي.
3. شرح وتحديد أبعاد التحليل الوظيفي للإدارة والعاملين بحيث لا يكون هناك خوف من عملية التحليل.
4. تحديد أنواع المعلومات والبيانات المطلوب الحصول عليها.
5. اختيار الوظائف لعمل التحليل.
6. جمع البيانات باستخدام طرق تحليل فعالة ومعروفة.
7. تحضير الوصف الوظيفي. Job Description
8. تحديد مواصفات شاغل الوظيفة Job Specification

بالتخطيط للايدي العاملة يتم تحديد الكمي، وبالتحليل الوظيفي يتم تحديد النوعي